# Swamp Thing (seriál, 1990)
Swamp Thing je americký sci-fi televizní seriál natočený na motivy komiksu o mutantovi Swamp Thing. Volně navazuje na dva celovečerní filmy z 80. let, Msta příchozího z močálu a Návrat muže z bažin, ve kterých titulní roli, stejně jako v seriálu, ztvárnil Dick Durock. Premiérově byl vysílán v letech 1990–1993. Ve třech řadách vzniklo celkem 72 dílů, první série měla 13 epizod, druhá devět dílů a poslední 50 epizod. Seriál byl na DVD vydán v letech 2008–2010.

## Příběh
Seriál je zaměřen na postavu Swamp Thinga, mutanta žijícího v močálech, který vznikl přeměnou vědce Aleca Hollanda, jenž byl zasažen chemikáliemi z rukou zlého Antona Arcanea. Od té doby střeží svůj nový domov, louisianské bažiny. Zároveň se na začátku první řady spřátelí s 11letým Jimem Kippem. Druhá a třetí sezóna seriálu se odklání od prvků z původního komiksu; jejich epizody tvoří antologickou sérii příběhů o lidech, kteří se střetnou se záhadami místních močálů.

## Obsazení
- Mark Lindsay Chapman jako Anton Arcane
- Jesse Zeigler jako Jim Kipp (1. řada)
- Carrell Myers jako Tressa Kipp (1. a 2. řada, host ve 3. řadě)
- Anthony Galde jako Obo Hardison (1. řada)
- Dick Durock jako Swamp Thing
- Scott Garrison jako Will Kipp (2. a 3. řada)
- Kari Wuhrer jako Abigail (2. řada)